# AND1

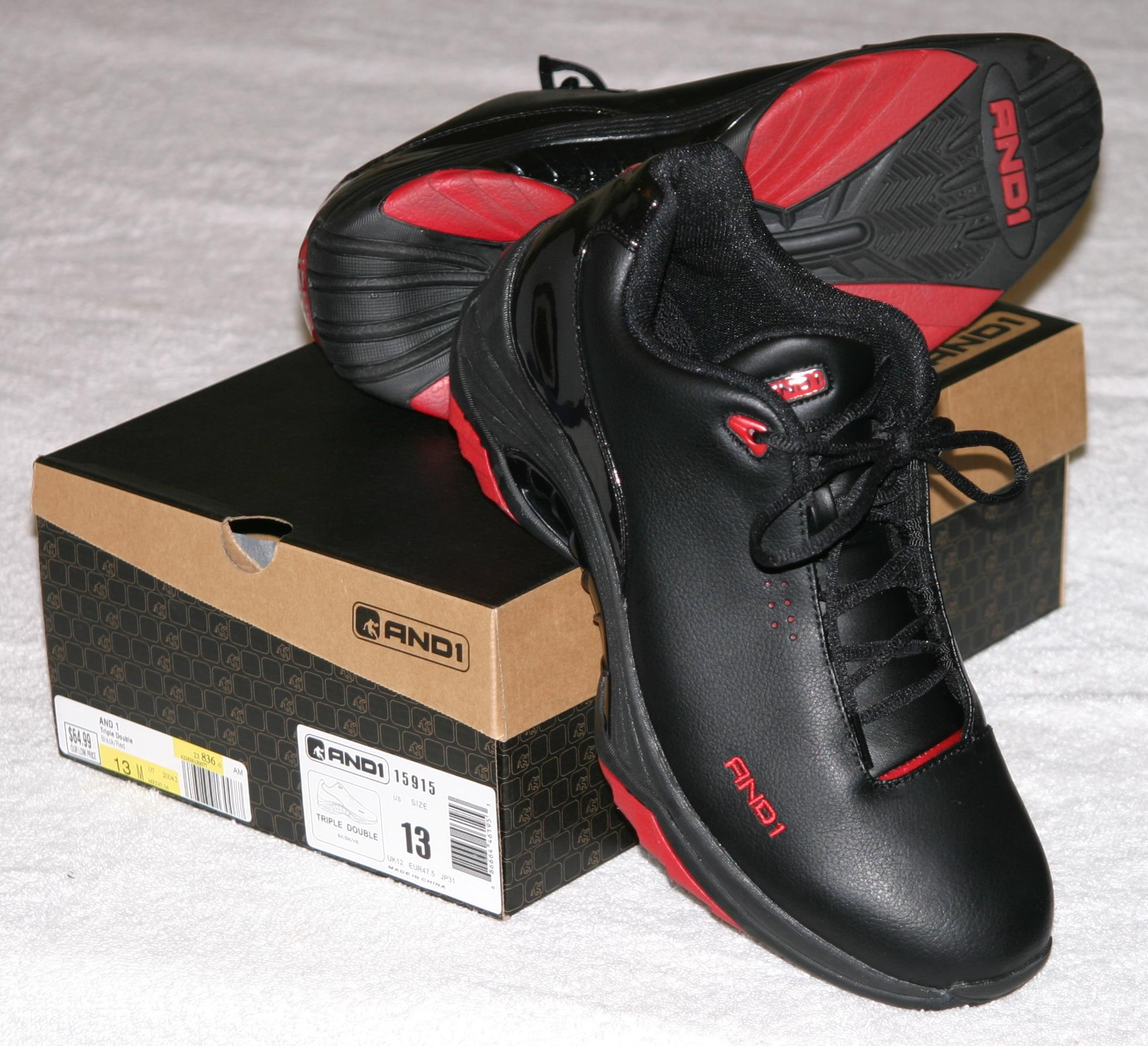
AND1 Triple Double Basketball-Schuhe (2005)

AND1 ist der Name einer 1993 in den USA gegründeten Firma, die Basketball- bzw. Streetball-Accessoires vertreibt. Die Gründer von AND1 wollten eine Marke schaffen, mit der sich die Streetballer identifizieren können. Sie entwickelte sich seither zu einem der Marktführer. Außerdem sind sie eine Streetball-Crew, die weltweit tourt.

## Gründungsgeschichte
AND1 wurde 1993 von drei Studenten in Pennsylvania gegründet. 
Den Durchbruch schaffte And1 mit dem AND1 Mixtape vol.1, einem VHS-Video, auf dem es noch nie gesehene Aktionen der Playground-Spieler gab. Die Moves, die von diesen Spielern gezeigt wurden, faszinierten die Streetball-Fans. Bis heute sind zehn Videos der AND1-Mixtape-Reihe erschienen. Nebenher sind noch Dokumentationen einer ganzen Tour erschienen, sie wurden auch auf dem amerikanischen TV-Sender ESPN gezeigt. Rafer Alston, auch bekannt als Skip 2 my Lou, war der Erste und bis jetzt der Einzige, der den Sprung vom AND1-Spieler zum NBA-Spieler geschafft hat.
Seit dem Jahr 1999 findet jährlich die AND1 Mixtape Tour statt. Bei diesem Basketball-Event treten Mixtape-Spieler gegen die besten Streetballer der jeweiligen Stadt an, die sich so beweisen und einen Vertrag bei And1 erhalten können.
And1 spendet fünf Prozent des Umsatzes an Wohltätigkeitsorganisationen, die sich mit dem Thema Jugend und Ausbildung auseinandersetzen. Weitere 200.000 US-Dollar kamen den Opfern des 11. Septembers zugute. Allerdings werden die tatsächlichen Umsätze des And1-Konzerns gehütet, genaue Zahlen sind bis heute nicht bekannt.
Im März 2006 erschien das Basketball-Videospiel AND1 Streetball für die PlayStation 2 und die Xbox. Das Sportspiel wird von den Spieleentwicklern Black Ops Entertainment entwickelt und von Ubisoft vertrieben. Das Spielprinzip ist realistisch und orientiert sich an der beliebten NBA-Live-Reihe von Electronic Arts. Dem Spieler stehen zahlreiche Streetball-Legenden und -Veranstaltungen zur Auswahl.
And1 sponsert nicht nur Streetballer wie Vinni, The Professor, Springs, Baby Shack, Helicopter, Go Get It, Hot Sauce, Escalade, Silk, The Assassin, 8th Wonder und Bad Santa, Mr. 720 AKA Air Up There, AO, sondern auch folgende Basketballspieler der NBA:
| - Carlos Arroyo - Rafer Alston (Skip 2 my Lou) - Steve Blake - Speedy Claxton - Marquis Daniels - Eddie House - Steven Hunter - Bobby Jackson | - Mike James - James Jones - Brevin Knight - Jeff McInnis - Scott Padgett - Ruben Patterson - Justin Reed - Bernard Robinson - Jevon Carter | - Darius Songaila - Kenny Thomas - Etan Thomas - Sasha Vujačić - David Wesley - Damien Wilkins - Monta Ellis |

Seit 2011 ist AND1 einer der beiden wichtigsten Sponsoren der HOOP-CAMPS.